# 中国市长协会
中国市长协会是中华人民共和国各城市现职市长、副市长及直辖市区长、副区长组成的全国性、非营利性社会团体，1991年8月在北京市成立。